# Ортоклазизація
Ортоклазизація (рос. ортоклазизация, англ. orthoclazization, нім. Orthoklasierung f) — процес зміни вулканічних товщ, що супроводжується утворенням адуляру. 
Нерідко ортоклазизація тісно пов'язана з родовищами заліза, ванадію, міді, цинку і золота.
Належить до гідротермально-метасоматичних явищ. Локалізується поблизу тріщин.
Інколи під ортоклазизацією розуміють процес заміни серициту ортоклазом.